# Aloys Rosenlehner
Aloys Rosenlehner (* 26. Mai 1856 in Zwieslerbruck bei Deggendorf; † 1908 in Bremen) war ein deutscher Buchdrucker und Bremer Bürgerschaftsabgeordneter (SPD).

## Biografie
Rosenlehner erlernte den Beruf eines Buchdruckers und war bis zu seinem frühen Tod in diesem Metier tätig. Er wohnte nach seinem Umzug in Bremen - Woltmershausen.
Er war Mitglied der SPD in Bremen und der Gewerkschaft sowie in der 12. und 13. Wahlperiode von 1902 bis 1908 in der Bremischen Bürgerschaft.